# Dasysphinx garleppi
Dasysphinx garleppi là một loài bướm đêm thuộc phân họ Arctiinae, họ Erebidae.